# Distretto di Yongqiao
Il distretto di Yongqiao (埇桥区S, Yǒngqiáo QūP) è un distretto della Cina, situato nella provincia dell'Anhui.